# Epilobium pictum
Epilobium pictum är en dunörtsväxtart som beskrevs av Donald Petrie. Epilobium pictum ingår i släktet dunörter, och familjen dunörtsväxter. Inga underarter finns listade i Catalogue of Life.